# Coryphopterus glaucofraenum
Coryphopterus glaucofraenum es una especie de peces de la familia de los Gobiidae en el orden de los Perciformes.

## Morfología
Los machos pueden llegar a alcanzar los 8 cm de longitud total.

## Distribución geográfica
Se encuentra desde Carolina del Norte (Estados Unidos) y Bermuda hasta Santa Catarina (Brasil), incluyendo el Caribe

## Observaciones
Es inofensivo para los humanos.